# Igue
En France, une igue ou cloup, termes dialectaux du Lot et des causses du Quercy (synonymes de gouffre, aven ou encore abîme en géographie et géologie), désigne une sorte de puits naturel, pas très large, provoqué soit par une cavité karstique remontant jusqu'au niveau du sol (fontis), soit par un effondrement du sol au-dessus d'une cavité karstique. Dans l’est du Périgord et l’ouest du Quercy, on trouve également le mot « Eydze », parfois « Leyze » sur les cartes avec l’article agglutiné.
Les igues peuvent conduire ou non à des cavités souterraines plus ou moins importantes. Il ne faut pas les confondre avec les gouffres qui ont des dimensions bien plus importantes et qui peuvent eux aussi se former à partir d'effondrements de dolines.
Les igues constituaient les points d'eau, alimentés par la nappe souterraine, indispensables aux hommes et aux animaux vivant sur les causses. Elles ont pu servir ensuite de charniers aux éleveurs, de dépôts d'ordures à la population, voire de dépôt de vieux véhicules. En France, bien que subsistants, ces procédés sont maintenant interdits et passibles de poursuites judiciaires, notamment dans le cadre des lois de préservation des ressources en eau potable.